# La Tordera
|  | Aquest article tracta sobre el riu. Si cerqueu municipi, vegeu «Tordera». |

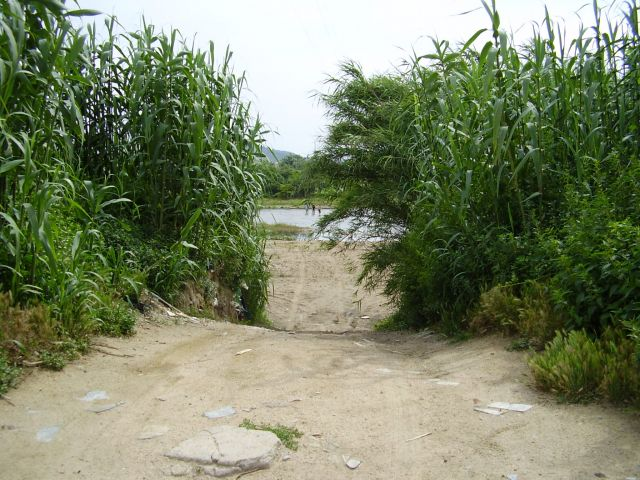
Riu Tordera a la platja

La Tordera és un riu de Catalunya. Neix al Montseny entre les Agudes i el Matagalls, i desemboca al mar Mediterrani, tot formant el delta de la Tordera, entre Blanes i Malgrat de Mar.
La Tordera neix a la Font Bona, al coll de Sant Marçal al Montseny. Té un recorregut de 61,5 km i és de règim torrencial. Es diu que el seu delta té una superfície de 8 km². La conca de la Tordera i els seus afluents tenen una superfície total de 894 km². Els corrents subterranis són molt més importants que els superficials, ja que a l'estiu no porta aigua a la part baixa (superficialment), i en treuen l'aigua molts dels pobles propers.

## Etimologia
A l'antiguitat, el riu apareix documentat una sola vegada; és Plini el Vell qui l'esmenta, però els manuscrits no coincideixen en el nom: uns porten la lectura Tarnum, d'altres la lectura Arnum i uns altres la lectura Larnum. A l'edat mitjana el riu rebé un nom nou, Tordera, ja documentat el segle ix (llavors amb la forma Tordaria), derivat del llatí turdaria 'lloc abundant de tords'. És la vila de Tordera que pren el nom del riu, i no al revés.

## Desembocadura
La desembocadura de la Tordera és una zona humida de Catalunya considerada un espai d'interès natural, i situada dins l'espai de la Xarxa Natura 2000 ES5110007, que s'anomena "Riu i Estanys de Tordera". El riu Tordera forma a la seva desembocadura una llacuna aïllada del mar per una barra de sorra i còdols, i constitueix un espai d'elevat interès, especialment per als ocells migratoris que utilitzen la zona com a punt de repòs i refugi en èpoques migratòries.
La vegetació de ribera la constitueixen primordialment bosquetons d'oms, àlbers i freixes. Tot i això, la ruderalització de la zona facilita l'expansió de la canya (Arundo donax); en detriment del canyissar, de les jonqueres o del tamarigar. Actualment, a la llera s'hi fan gespes vivaces decumbents. També hi ha plantacions de plàtans i abundants robínies (Robinia pseudoacacia).
Entre els hàbitats d'interès comunitari apareixen, segons la cartografia dels hàbitats, els hàbitats 92A0 "Alberedes, salzedes i altres boscos de ribera" i 3290 "Rius mediterranis intermitents, amb gespes nitròfiles del Paspalo-Agrostidion" i s'hi ha citat també l'hàbitat 3280 "Rius mediterranis permanents, amb gespes nitròfiles del Paspalo-Agrostidion orlades d'àlbers i salzes".
Pel que fa a l'avifauna, s'hi observen espècies com el bernat pescaire (Ardea cinerea), el martinet de nit (Nycticorax nycticorax), el blauet (Alcedo athis), la xivitona (Actitis hypoleucos), el martinet ros (Ardeola ralloides) i el corriol petit (Charadrius dubius), entre d'altres. Entre l'herpetofauna s'hi ha citat, per exemple, reineta (Hyla meridionalis), tortuga de rierol (Mauremys leprosa) i serp d'aigua (Natrix natrix).
A grans trets, aquest és un espai molt degradat en què s'acumulen els problemes comuns de tot el litoral català: contaminació de les aigües —en aquest cas d'origen industrial, pels polígons de Sant Celoni—, ocupació dels marges inundables amb construccions i usos diversos, creixement urbanístic, sobrefreqüentació humana, deixalles, trepig, etc.
És destacable l'ocupació d'una gran part del marge esquerre més proper a la desembocadura per un càmping, que estreny notablement la llera. S'ha construït una escullera al marge dret, al costat de la desembocadura, que evita la formació de la llacuna que anteriorment es formava al sector més proper al mar. Aquest espai permetria acollir molts més ocells en migració o nidificants dels que actualment acull, però veu molt reduït el seu potencial ecològic pels factors esmentats.

## Espais Naturals
- Parc Natural del Montseny
- Parc Natural del Montnegre i el Corredor
- Zones PEIN a Tordera (Braç esquerre del riu Tordera, la Júlia, l'Estany de can Torrent, l'Estany de cal Raba, la roureda de can Verdalet i els prats d'en Gai).

## Afluents principals
- Riera d'Arbúcies[8]
  - Riu de Cós[9]
- Riera de Santa Coloma[10]
  - Riera de Vallors[11]
- Riera del Pertegàs
- Riera de Repiaix[12]
- Riera de Vallmanya

## Poblacions principals
- Montseny
- Sant Esteve de Palautordera
- Santa Maria de Palautordera
- Sant Celoni
- Viabrea
- Hostalric
- Tordera
- Malgrat de Mar
- Blanes
- Fogars de la Selva
- Massanes
- Maçanet de la Selva
- Palafolls
- Vilalba Sasserra